# Disfemisme
Un disfemisme és una paraula o expressió deliberadament despectiva o insultant que es fa servir en lloc d'una altra de més natural o menys agressiva, de manera que és el contrari de l'eufemisme. Es pot utilitzar humorísticament.
Un exemple de disfemisme és "estirar la pota" per "morir". L'eufemisme equivalent seria "traspàs" o "defunció". De la mateixa manera que els eufemismes acostumen a tractar el sexe i la mort, els disfemismes també.

## Mecanismes per la creació de disfemismes
Afegir sufixos
El disfemisme més lleuger acostuma a utilitzar el mecanisme morfològic de la derivació.
Així les paraules neutres com "pagès" o "negre" es poden transformar en "pagesot" o "negrot" només afegint-hi el morfema -ot. La sufixació té un gran potencial degradant.
Metàfora
És un dels mecanismes més utilitzats. Un bon exemple d'això és la paraula "totxo", que de només significar "maó ordinari" s'ha lexicalitzat com a adjectiu per a les persones d'obtusa comprensió.
Errada dissimulada
Ha estat utilitzada en diversos casos. Per exemple, per degradar l'amant del president Manuel Azaña Díaz, Cipriano Rivas Cerriff, un periòdic advers va publicar que l'havien nomenat cap del protocul fent així referència a la seva homosexualitat; una revista feixista es va referir a Federico García Loca en lloc de Lorca; María Rosa Lida de Malkiel fou denominada a causa de la seva vida sentimental "la Malkiel-Lida", joc de paraules que en català significaria "la mal estimada".
La cosificació o reïficació
La cosificació és una metàfora denigrant mitjançant la qual una persona és assenyalada pel nom d'una cosa, per exemple dir "florero" a qui no té res interessant a dir otipació
S'utilitza molt a Espanya per anomenar les localitats i els seus habitants d'una forma despectiva. Exemples d'això són que els bascos anomenen als castellans vinguts de fora maketos; que els catalans anomenen xarnegos els castellans vinguts de fora; anomenar marcians els murcians fent un joc fonètic, etc.